# Bellalampalli, Bagepalli
Bellalampalli là một làng thuộc tehsil Bagepalli, huyện Kolar, bang Karnataka, Ấn Độ.